# Adolfo Zumelzú
Adolfo Zumelzú, född den 5 januari 1902 och död den 29 mars 1973, var en argentinsk fotbollsspelare.
Zumelzú spelade i det argentinska landslaget som tog guld i det Sydamerikanska mästerskapet både 1927 och 1929. Han deltog även i den första upplagan av fotbolls-VM 1930. Där blev han Argentinas tredje målskytt genom tiderna i VM när han satte 2-0 målet i gruppspelsmatchen mot Mexiko. Han satte ett till mål i den matchen och slutade därmed på två mål.
Zumelzú spelade under sin karriär för de argentinska klubbarna Sportivo Palermo, CA Estudiantil Porteño och CA Tigre.